# Superficialidad
La superficialidad es un concepto abordado principalmente por la psicología social (referido como "el principio de superficialidad contra la profundidad") y la filosofía (con respecto a las relaciones sociales). Ha penetrado en la cultura occidental desde al menos la época de Platón.

## Esquema histórico
Sócrates trató de convencer a sus participantes de que pasaran de la superficialidad de una cosmovisión basada en la aceptación de la convención a la vida examinada de la filosofía, fundada (como Platón al menos consideró) sobre las ideas subyacentes. Durante más de dos milenios, hubo en la estela platónica una valoración general del pensamiento crítico sobre la subjetividad superficial que rechazaba el análisis profundo. El estilo de salón del Preciosismo podría, por un tiempo, afectar la superficialidad y jugar con la posibilidad de tratar temas serios de una manera alegre; pero el consenso occidental prevaleciente rechazó firmemente elementos como la charla cotidiana o los caprichosos cambios de moda como distractores superficiales de una realidad más profunda.

## Cruces modernistas
En contraste, Nietzsche abrió la era modernista con un elogio consciente de la superficialidad: "Lo que se requiere es detenerse valientemente en la superficie, el pliegue, la piel, adorar la apariencia, creer en formas, tonos, palabras, en el gran Olimpo de la apariencia! ¡Esos griegos eran superficiales, fuera de profundidad!".
Su preferencia por la superficialidad fue, sin embargo, ensombrecida durante la mayor parte del siglo XX por la suscripción completa del modernismo al modelo de profundidad/superficie, y al privilegio del primero sobre el segundo. Frederic Jameson ha destacado cuatro versiones modernistas principales de la creencia en una realidad más profunda: marxista, psicoanalítica, existencial y semiótica, en cada una de las cuales se entiende que la realidad está oculta detrás de una superficie o fachada no auténticas. La falta de profundidad, la ahistoricidad, el enfoque superficial y la llanura de la conciencia posmoderna, con su nuevo culto a la imagen y el simulacro.

## Posmodernismo
En el último tercio del siglo XX, Lyotard comenzó a desafiar la visión platónica de un verdadero significado oculto detrás de la superficie como una visión teatral del mundo, insistiendo en cambio en que las manifestaciones sensoriales tenían su propia realidad, y que necesariamente impactaba en el orden puramente verbal de la inteligibilidad. De manera similar, la deconstrucción ha intentado cada vez más de deshacer la jerarquía de "profundidad-superficie", proponiendo en un estilo irónico en el que la superficialidad es tan profunda como la profundidad. El resultado ha sido el llamado a abandonar la idea de que, detrás de las apariencias, se puede encontrar una verdad definitiva.
Ese proceso de sustitución estaba en marcha en la década de los 90, cuando notoriamente "la superficie era la profundidad", y en el nuevo milenio llevó a un estado de lo que se ha llamado hipervisibilidad: todo está a la vista. En esta nueva era de la exposición, en la que todos están sumergidos, es lo que el psicoanalista Michael Parsons ha llamado "un mundo totalista donde hay un horror por lo interno; todo debe ser revelado".

## Terapia
Casi todas las psicologías profundas desafían lo posmoderno, en pos de valorar más la profundidad que la superficialidad: en palabras de David Cooper, "el cambio desde las profundidades de sí mismo hacia la superficie es lo que genera la apariencia social de uno". Los debates pueden centrarse sobre si comenzar el análisis en la superficie o por medio de interpretaciones profundas, pero esto es esencialmente una cuestión de tiempo. Así, por ejemplo, los jungianos resaltarían al comienzo de la terapia lo que denominan como una "fase de restauración del arquetipo de persona" como un esfuerzo por preservar la superficialidad, pero luego verían de manera óptima que el cliente pasara de la superficie a una emoción y creatividad más profundas.
Fritz Perls, por el contrario, sostuvo que "la simplicidad del enfoque Gestalt es que se le presta atención a lo obvio, a la máxima superficie. No se profundiza en una región en la que no se sabe nada (refiriéndose al inconsciente). Un enfoque similar en lo superficial ha alimentado gran parte de las guerras de Freud en la modernidad tardía, en las cuales, según Jonathan Lear, "el verdadero objeto de ataque, para el cual Freud es sólo un caballo de acecho, es la idea misma de que los humanos tienen una motivación inconsciente". Dada la opción de superficie o profundidad, "¿debemos ver a los humanos como si tuvieran profundidad, con capas de significados que se encuentran debajo de la superficie de su propio entendimiento?, ¿o debemos tomarnos como transparentes para nosotros mismos e ignorar la complejidad, la profundidad y la oscuridad de la vida humana?"; el sesgo posmoderno se mantiene hacia la superficialidad.

## Procesamiento social
La psicología social considera que, en la vida cotidiana, el procesamiento social oscila entre la superficialidad (donde se ubican las primeras impresiones y los juicios de valor), y en una forma más profunda de procesamiento se ubica la comprensión hacia la otra persona. En el curso normal de la vida, necesariamente se toma a los demás en su valor nominal, y usando estereotipos ideales para guiar las actividades diarias; mientras que las instituciones también pueden confiar en el consenso superficial de un pensamiento de grupo para impedir una investigación más profunda.
Sin embargo, algunas circunstancias requieren un cambio de procesamiento que va desde lo superficial hasta lo extenso. Cuando surgen situaciones de importancia, se debe enfatizar en un pensamiento más profundo en cuanto a la comprensión, dejando los juicios superficiales hacia aquellas situaciones en las que debe haber un bajo procesamiento.
La superficialidad está fuertemente vinculada al amor no correspondido.

## En la cultura popular
- El actor Bill Hicks a menudo criticaba el consumismo, la superficialidad, la mediocridad y la banalidad dentro de los medios y la cultura popular, describiéndolos como herramientas opresivas de la clase dominante, destinadas a "mantener a la gente estúpida y apática".[22]
- En particular, se considera que la Web 2.0 fomenta específicamente la superficialidad y reemplaza el análisis profundo.[23]
- La novela de Aldous Huxley, After Many a Summer, es su examen de la cultura estadounidense, particularmente lo que él vio como su narcisismo, superficialidad y obsesión con la juventud. Freud había explorado de manera similar lo que fue a principios del siglo XX un contraste convencional entre la profundidad (histórica) de Europa y la superficialidad de América;[24] pero hacia el final del siglo, otro europeo, Baudrillard, volvería a la imagen de América como un desierto superficial y sin cultura, solo para elogiarlo en términos posmodernos "porque eres liberado de todas las profundidades: una brillante neutralidad móvil, superficial".[25]
- Orgullo y prejuicio (novela), ha sido analizado en términos del movimiento desde la superficialidad de Elizabeth Bennet y sus primeras impresiones, hasta su comprensión más profunda del valor del Sr. Darcy.[26]
- En el manga y anime Aku no Hana el protagonista Takao Kasuga siente el impulso de escapar de la superficialidad de su mundo basándose en su propia autoimagen de él leyendo el libro Les Fleurs du mal de Charles Baudelaire, según el un libro "imposible de comprender" por las personas aburridas del montón.